# USS Castine (PG-6)
El USS Castine (PG-6) fue un cañonero de la Marina de los Estados Unidos en servicio de 1894 a 1901, de 1903 a 1905 y de 1908 a 1919. Fue el primer buque de la Armada estadounidense bautizado con el nombre de Castine, Maine, y prestó servicio durante la guerra hispano-estadounidense, la guerra filipino-estadounidense y la Primera Guerra Mundial. Se hundió el 12 de diciembre de 1924 cuando, ya dado de baja, sufrió una explosión camino del desguace.

## Hundimiento
El Castine fue dado de baja en Nueva Orleans, Luisiana, el 28 de agosto de 1919 y vendido el 5 de agosto de 1921 por 12.500 dólares; fue revendido por 40.000 dólares en 1923. El 12 de diciembre de 1924, estaba siendo remolcado a Texas, donde iba a ser desguazado, cuando una explosión a bordo provocó su hundimiento en 20 minutos.
Los restos del Castine fueron identificados por Thales Geosolutions en 2001 como un barco moderno en 105 pies (32 metros) de agua marina. Sus restos se documentaron con más detalle en mayo de 2005, cuando un equipo del Servicio de Gestión de Minerales (MMS) de Estados Unidos identificaba objetivos de sonar. El MMS volvió a examinar el yacimiento para evaluar los daños sufridos tras el huracán Katrina de agosto de 2005; el equipo descubrió que, aunque los restos del Castine se encontraban a menos de 30 millas del ojo del huracán, los daños habían sido muy escasos. En marzo de 2009, el yacimiento fue incluido oficialmente en el Registro Nacional de Lugares Históricos.